# Nationale Malagassische Orde
De Nationale Malagassische Orde (Frans: Ordre National Malgache of Ordre National de la Republikan’I Madagasikara) is een orde van verdienste van de republiek Madagaskar. De orde wordt voor "eminente verdiensten" toegekend. Daarmee wordt door Madagaskar het voorbeeld van het eveneens voor eminente verdiensten verleende Legioen van Eer van de voormalige kolonisator Frankrijk overgenomen. Voor verdiensten van andere aard heeft Madagaskar, net als Frankrijk, andere orden zoals de Malagassische Orde van Verdienste, de Orde van Verdienste voor de Landbouw en de Orde van Verdienste voor de Sport.
Het is de derde Malagassische Orde van Verdienste sinds de door de Fransen ingestelde Malagassische Orde van Verdienste uit 1901 en de gelijknamige eigen ridderorde uit 1960.
De Nationale Malagassische Orde werd op 21 december 1960 ingesteld. De op Europese leest geschoeide ridderorde kreeg toen drie graden en Europees uitgevoerde versierselen. De president van Madagaskar is de grootmeester van de Malagassische Orde van Verdienste.
De orde werd enige malen hervormd en de versierselen ondergingen veranderingen omdat de politieke koers van het land ingrijpend veranderde. Op 5 september 1960 en 30 juli 1980 vonden hervormingen plaats. Sindsdien verscheen en verdween de opschrift DEMOKRATIKA van de versierselen.
Het aantal graden is van de oorspronkelijke drie gegroeid tot zes. Het zijn:
- Grootkruis Ie Klasse of Bijzondere Klasse, gereserveerd voor staatshoofden
- Grootkruis IIe Klasse
- Grootofficier
- Commandeur
- Officier
- Ridder

## Versierselen
Het lint is blauw-rood-wit-rood-blauw en het commandeurskruis wordt aan een lint om de hals gedragen. Een officier draagt zijn versiersel aan een lint met rozet in de kleuren van het lint op de linkerborst. Een Ridder draagt zijn versiersel aan een lint zonder rozet op de linkerborst.
Het geëmailleerde kleinood is een rond gouden medaillon met daaromheen een donkerrode ring en vijf armen. Het medaillon draagt een afbeelding van het grootzegel van Madagaskar met runderkop en palmboom. Op de ring staat in gouden letters REPUBLIQUE MALAGASSY of REPUBLIQUE DEMOKRATIKA MALAGASSY. De versierselen worden zonder verhoging aan het lint gedragen.
Het eerste type draagt de woorden REPOBLIKA MALAGASY en op de keerzijde het motto FAHAFAHANA TANINDRAZANA FANDROSOANA op een ring rond een medaillon met de datum 31 OCTOBRE 1958.
Het tweede type draagt de woorden REPOBLIKA DEMOKRATIKA MALAGASY. De runderkop in het grootzegel is sterk gestileerd afgebeeld. Op de keerzijde staat het motto TANINDRAZANA TOLOM-PIAVOTANA FAHAFANA. Soms, niet altijd, draagt de keerzijde de datum 31 DECEMBRE 1975. De zilveren sterren wegen 103 gram.
Het derde type werd, anders dan de eerdere in Frankrijk bestelde sterren en kruisen, op Madagaskar zelf vervaardigd. Het wapen in het centrale medaillon is hier opnieuw getekend. Op de keerzijde is het motto op de ring nu TANINDRAZANA FAHAFAHANA FANDROSOANA. In het medaillon op de keerzijde staat REPOBLIKAN’I MADAGASIKARA'.
De sterren van het derde type zijn gestanst en de ster met een diameter van 80 millimeter weegt slechts 54 gram.